# دايتون بابتيست
دايتون بابتيست (بالإنجليزية: Dayton Baptiste)‏ هو سياسي دومينيكي، ولد في 1965. حزبياً، نشط في حزب العمال الدومينيكي ‏.